# Llanyre
Llanyre is een plaats in Wales, in het bestuurlijke graafschap en het ceremoniële behouden graafschap Powys. De plaats telt 1.061 inwoners.